# Rotsheide
Rotsheide (Pieris japonica) is een plant uit de heidefamilie (Ericaceae). Van oorsprong komt de plant uit Oost-Azië en Japan. De soort wordt veel gebruikt als tuinplant.
NB: De benaming rotsheide wordt ook gebruikt voor lavendelhei. Zoals ook in diverse catalogi van tuincentra.

## Kenmerken
Rotsheide is een struik met verspreid staande, ongedeelde elliptische bladeren op broze takken. De bloemen zijn wit en gaan open in de vroege lente. De plant is giftig bij inname voor mens en dier.